# جبل حبران (حائل)
قرية حبران؛ تقع على بعد نحو 160 كم غرب مدينة حائل وهي عبارة عن قرية تم تأسيسها على يد الشيخ سعود بن خاتم السويدي الشمري سنة 1408هـ وكذلك سلسلة من الجبال الضخمة والمتفرقة وتحتوي مغارات عدة أشهرها غار زامل وغار الامير.

## الآثار
يضم نقوش ثمودية ورسوم صخرية لأشكال آدمية وحيوانية بالحجم الطبيعي تقريبًا.

## ذكر الشعراء للجبل
ذكر الشعراء الجبل في أشعارهم مثل زيد الخيل عندما قال:
كما قال الطرماح:

## معرض الصور

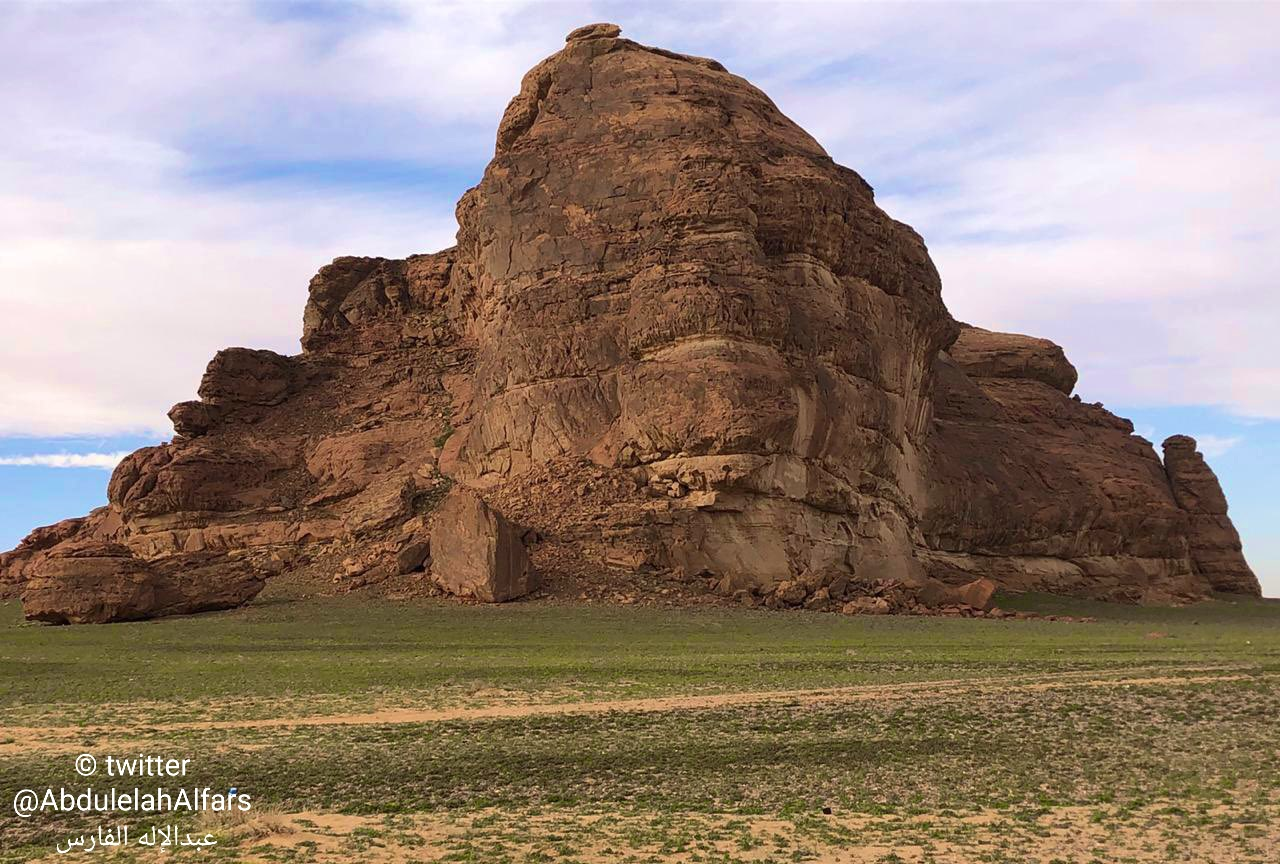